# Neochóri (ort i Grekland, Epirus, Nomós Ártas)
Neochóri är en ort i Grekland.   Den ligger i prefekturen Nomós Ártas och regionen Epirus, i den centrala delen av landet, 260 km nordväst om huvudstaden Aten. Neochóri ligger 2 meter över havet och antalet invånare är 2 102.
Terrängen runt Neochóri är platt åt sydväst, men åt nordost är den kuperad. Havet är nära Neochóri åt sydost. Runt Neochóri är det ganska tätbefolkat, med 67 invånare per kvadratkilometer. Närmaste större samhälle är Arta, 10,4 km norr om Neochóri. Omgivningarna runt Neochóri är en mosaik av jordbruksmark och naturlig växtlighet.